# Green Guerillas

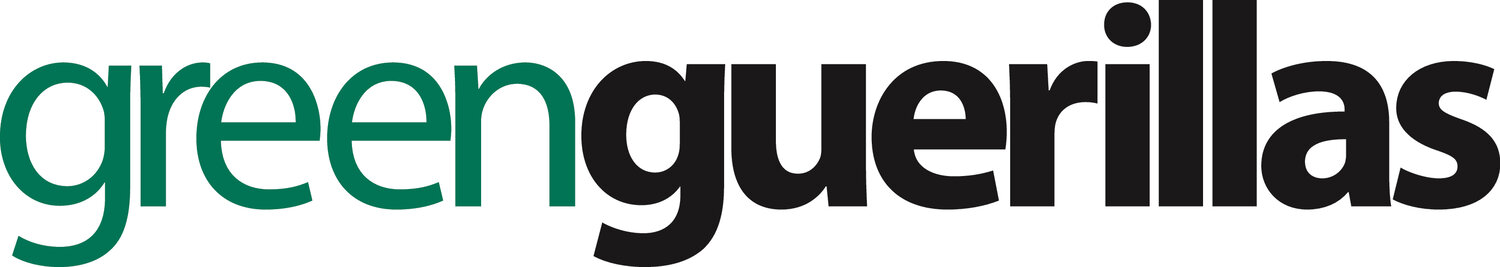
Logótipo dos Green Guerillas

Os Green Guerillas são um grupo comunitário de horticultores, jardineiros, botânicos e planeadores que trabalham para transformar espaços abandonados ou vazios na cidade de Nova Iorque em jardins. Formado na década de 1970, o grupo lançava “granadas de sementes” em terrenos abandonados e desenvolvia hortas comunitárias, muitas vezes sem passar pelos canais oficiais. Tornou-se especialmente popular após a reconstrução concertada de um espaço perigoso e cheio de lixo na esquina da Houston Street com a  Bowery, em Manhattan. A cobertura da imprensa e o boca-a-boca resultantes levaram o grupo a alargar as suas atividades da jardinagem ativa à educação, formação e apoio a vários grupos comunitários que trabalham nas suas próprias hortas. Os Green Guerillas foram creditados por iniciar o movimento de hortas comunitárias e popularizar a ideia da jardinagem de guerrilha.

## Atividades iniciais
No meio da crise financeira na década de 1970, diversas áreas da cidade de Nova Iorque, como o Lower East Side de Manhattan, foram particularmente afetadas pelo desinvestimento e viram um aumento associado de edifícios abandonados, alguns dos quais atraíram o crime. Muitos foram demolidos e o número de terrenos baldios aumentou. Muitos permaneceram abandonados por longos períodos de tempo, atraindo lixo e vandalismo ou ficando cercadas e indisponíveis para uso pelas comunidades. A moradora local Liz Christy cofundou um grupo chamado Green Guerillas no início dos anos 1970, com a intenção de transformar terrenos abandonados em jardins. Os membros do grupo reuniam-se regularmente para identificar espaços, traçar estratégias e discutir horticultura.
Respondendo à tendência de muitos lotes serem cercados, o grupo ficou conhecido pelo uso do que chamavam de "granadas de sementes" (ou "ajudantes verdes"), uma mistura de sementes, fertilizante, água e um substrato colocado num recetáculo como um enfeite de vidro para árvore de Natal, balão ou preservativo. Os guerrilheiros lançavam as granadas por cima das cercas, na esperança de que, depois de se despedaçarem, as sementes criassem raízes, introduzindo plantas e flores num terreno feio.  Segundo Malve von Hassell, as bombas de sementes tinham um importante significado simbólico relevante para a inspiração do nome do grupo por militantes radicais. As granadas foram lançadas em espaços abandonados "para iniciar uma revolução literal de base", confundindo os limites entre planta, ferramenta e arma.

## Quinta e Jardim Comunitário Bowery Houston

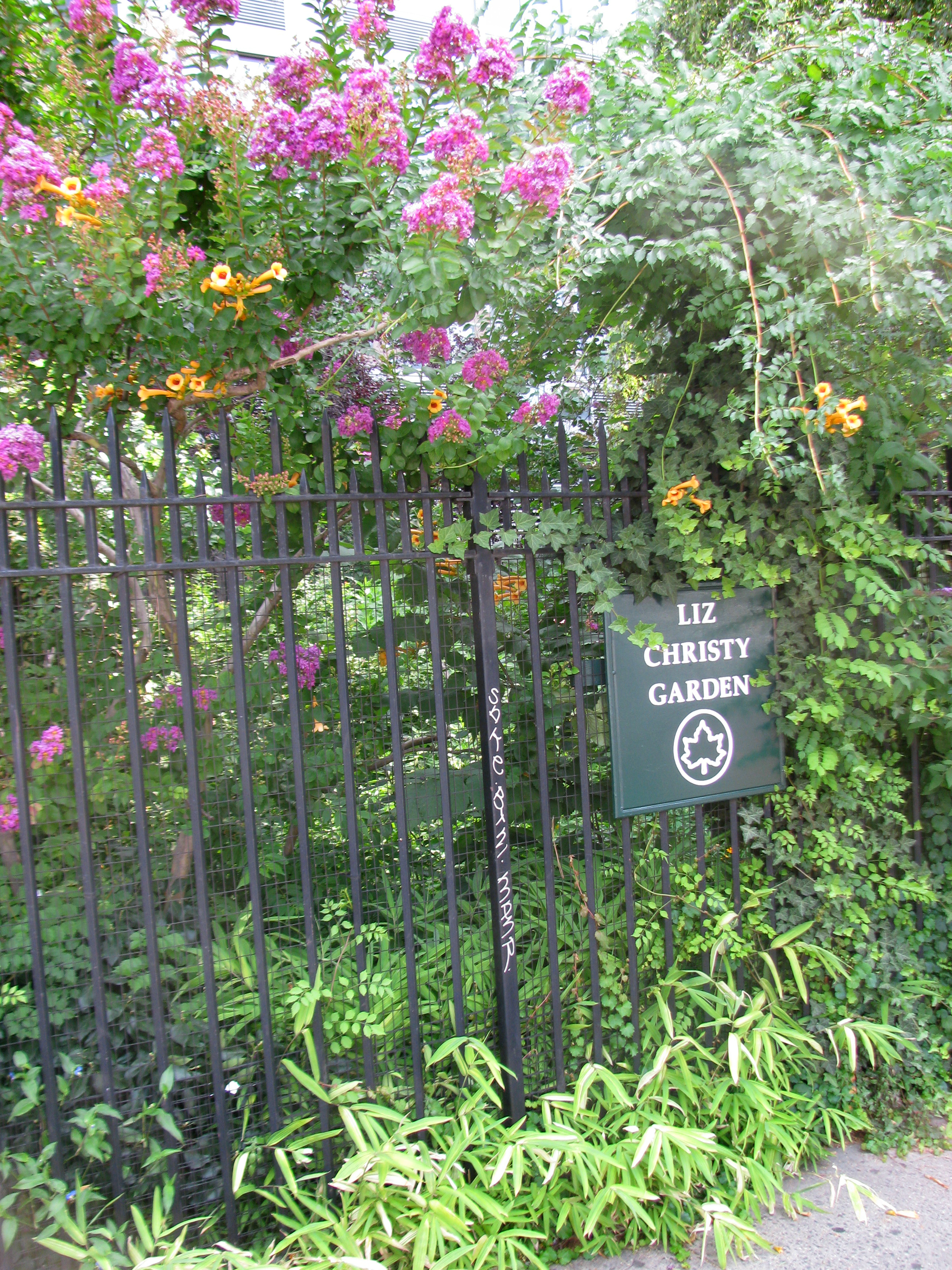
Quinta e Jardim Comunitário Bowery Houston, renomeado Liz Christy Garden em 1985, em 2012.

Christy trabalhou para um arquiteto-planeador que considerou transformar um terreno baldio na esquina da Houston Street com a Bowery numa quinta, restaurando o propósito que servia na época colonial, em comemoração do bicentenário dos Estados Unidos. Ela expressou numa entrevista que achava tudo deprimente, lembrando que "[nos] últimos anos, vi três homens diferentes serem retirados de lá mortos, por álcool ou exposição ou qualquer outra coisa. E crianças brincavam lá com todos aquele vidro e sujeira." Embora o seu empregador tenha morrido antes do início do trabalho, Christy levou adiante o plano em 1973. Ela anunciou uma reunião no jardim, afixando cartazes pela vizinhança em vários idiomas, e recrutou voluntários para trabalhar no espaço e para arrecadar fundos para equipamentos, suprimentos, cercas e seguros. Depois de a cidade ter negado permissão ao grupo para trabalhar no projeto, eles saíram dos canais oficiais. Os membros da comunidade retiraram o lixo acumulado, recolheram a terra e transformaram o espaço em lotes para hortas.
Depois de trabalhar durante a primavera, eles abriram o primeiro punhado de talhões para plantio em maio de 1974. À medida que o trabalho continuou e o interesse cresceu, os voluntários tentaram converter o máximo possível do espaço em canteiros de jardinagem. Naquele ano, eles garantiram um arrendamento de US$ 1 por mês do Departamento de Preservação e Desenvolvimento de Habitações sob o nome "Bowery Houston Community Farm and Garden". Um artigo de 1974 do New York Daily News sobre o jardim disse que "eles não apenas iluminaram a esquina com flores e folhagens, mas também forneceram a muitas famílias de baixo rendimento da região os seus próprios produtos frescos durante todo o verão". Christy ficou especialmente feliz com o interesse que as crianças demonstraram pelo jardim.
Esse jardim, o primeiro e mais antigo jardim comunitário reconhecido na cidade de Nova Iorque, cresceu mais de um acre e permanece ativo em 2021, e foi renomeado como Jardim Liz Christy após a sua morte em 1985. Os Green Guerillas passaram a transformar outros terrenos abandonados em jardins, trabalhando em 16 espaços em 1974 e 84 em 1975. Um artigo do New York Times sobre o grupo em 1976 relatou que eles receberam US$356 em doações nos primeiros três anos, com US$3.500 em despesas, pagos do bolso dos voluntários.

## Crescimento e organização comunitária
Em resposta ao crescente interesse de outras comunidades, os Green Guerillas começaram a desenvolver materiais informativos para as comunidades que quisessem fazer o mesmo. Eles organizaram workshops, ofereceram-se para pesquisar locais, fizeram recomendações e, por vezes, garantiram plantas e árvores doadas. As funções organizacionais e de apoio do grupo cresceram consideravelmente ao longo dos anos, realizando workshops sobre poda de árvores, cultivo de prados de flores silvestres, jardinagem em telhados e construção de um lago. Além de ensinar as comunidades sobre as plantas, os Green Guerillas ensinaram como projetar um jardim, como desenvolver procedimentos operacionais e como interagir com a cidade. Eles tratavam os jardineiros como líderes de bairro e exigiam que cada projeto envolvesse uma comunidade local para a viabilidade das hortas a longo prazo, em vez de um pequeno número de indivíduos.
Embora as comunidades nem sempre obtivessem as permissões e a documentação necessárias, a cidade beneficiou dos Green Guerillas e de outros projetos de jardinagem comunitária como uma revitalização gratuita. Em 1978, a cidade criou uma agência, a Operação Green Thumb, dedicada a promover e ajudar com hortas geridas pela comunidade e outros projetos que utilizam espaços abertos. Entre as suas atividades está ajudar a garantir arrendamentos de terrenos baldios. Esse programa, que foi transferido para o Departamento de Parques e Recreação da cidade de Iorque em 1995, ainda está ativo em 2021.
Em 1983, os Green Guerillas registaram 13.400 horas de voluntariado e tinha um orçamento de mais de US$40.000, que foi em grande parte para os seus dois funcionários remunerados, uma diretor executivo e sua assistente. Eles realizaram um concurso de floreiras, promovendo a instalação de jardins suspensos e oferecendo educação sobre a sua construção, instalação e cultivo. Em 1984, os Green Guerillas distribuíram um boletim informativo, trabalharam com mais de uma centena de grupos comunitários, ajudaram-nos a criar estratégias e a organizar-se, forneceram informações sobre plantas e design de jardins e doaram dezenas de milhares de dólares em plantas, de acordo com o Christian Science Monitor. Em 1986, um ano após a morte de Christy, a organização contava com 250 voluntários com um orçamento anual de cerca de US$82 mil, que recebia de doações, bem como de fundações, empresas e do governo estadual. Além de hortas comunitárias, o grupo auxilia centros de idosos, abrigos para moradores de rua, escolas e outras organizações. Por exemplo, eles trabalharam com moradores de rua no abrigo Charles H. Gay, em Wards Island para desenvolver um jardim acessível. Uma das suas principais atividades continuou a ser a coleta e reaproveitamento de plantas, garantindo doações de plantas, bem como de bulbos, sementes, terra, vasos e pedágios de quintas, jardins e outras organizações sem fins lucrativos e negócios da região. O grupo realizaria eventos de brindes no Bowery – Houston Garden, notificando as hortas comunitárias da área que os recursos estarão disponíveis para retirada. Em 1991, 450 das aproximadamente 700 hortas comunitárias da cidade eram afiliadas aos Green Guerillas.
Ajudar as comunidades a trabalhar com agências municipais para garantir arrendamentos e garantir a persistência dos jardins tem sido uma parte importante das atividades dos Green Guerillas. Um artigo do Newsday de 1991 descreveu a evolução da organização desde os seus primeiros dias: "Antes, osGreen Guerillas trabalhavam contra o sistema, pessoas de fora lutando contra camadas de burocracia para tornar mais verdes algumas das paisagens urbanas mais austeras. Agora elas trabalham no sistema". Os arrendamentos que a cidade normalmente usava para os jardins permitiam que eles fossem removidos a qualquer momento, com aviso prévio de trinta dias, e noventa jardins foram destruídos na cidade entre 1984 e 1999. A maioria deles estava sob a administração de Rudy Giuliani. Como presidente, priorizou a privatização e o desenvolvimento de terras públicas. Só em janeiro de 1999, 114 sítios onde existiam jardins foram leiloados. Em resposta, os Green Guerillas produziram materiais centrados no custo financeiro de tal venda, o que significaria a perda de uma variedade de serviços comunitários, bem como o impacto negativo na qualidade de vida nos bairros afetados. Juntamente com três membros do Conselho da Cidade de Nova Iorque e vários conselhos comunitários, os Green Guerillas entraram com uma ação judicial contra a administração Giuliani por não ter sido submetida às revisões estaduais exigidas pelo Procedimento Uniforme de Revisão do Uso da Terra e pela Lei Estadual de Revisão da Qualidade Ambiental. O processo persistiu na administração Bloomberg e foi rejeitado pela Suprema Corte do Estado em 2002. Nesse ínterim, a artista Bette Midler comprou alguns dos lotes e outra ação foi movida pelo procurador-geral do estado, Eliot Spitzer, argumentando que o leilão pretendido não era legal sob as leis ambientais de Nova Iorque. Esse processo, encerrado em setembro de 2002, resultou na preservação de cerca de 500 jardins e na previsão de transformação de outros lotes em moradias.

## Legado
Embora a agricultura urbana não fosse um fenómeno novo, a recuperação popular de lotes abandonados para hortas revelou-se um conceito popular.  Os Green Guerillas foram creditados por iniciar o movimento de hortas comunitárias e popularizar a ideia da jardinagem de guerrilha, que se tornou uma prática internacional. Num artigo para a Nature and Culture, Colette Palamar utilizou os Green Guerillas como um estudo de caso na intersecção da restauração ecológica e da justiça ambiental, mostrando que "é possível às comunidades ver e compreender as suas próprias necessidades, bem como desenvolver a experiência necessária para pelo menos alguns tipos de projetos de restauração ecológica".